# Artocarpus annulatus
Artocarpus annulatus är en mullbärsväxtart som beskrevs av Jarrett. Artocarpus annulatus ingår i släktet Artocarpus och familjen mullbärsväxter. Inga underarter finns listade i Catalogue of Life.